# Beautiful Loser
Beautiful Loser är ett musikalbum av Bob Seger, lanserat 1975. Inför detta album återvände Seger till sitt första skivbolag Capitol Records efter att ha släppt några album för Palladium Records. Albumets största singelhit blev "Katmandu" som nådde plats 43 på Billboard Hot 100-listan, samt plats 57 på kanadensiska RPM. Även covern på Tina Turners "Nutbush City Limits" släpptes som singel. Flera låtar från detta album kom senare att tas med på det betydligt kändare konsertalbumet Live Bullet.

## Låtlista
1. "Beautiful Loser" - 3:29
2. "Black Night" - 3:24
3. "Katmandu" - 6:09
4. "Jody Girl" - 3:41
5. "Travelin' Man" - 2:41
6. "Momma" - 3:22
7. "Nutbush City Limits" - 3:57
8. "Sailing Nights" - 3:18
9. "Fine Memory" - 2:56

## Fotnoter
1. ↑  http://www.bac-lac.gc.ca/eng/discover/films-videos-sound-recordings/rpm/Pages/item.aspx?IdNumber=9794&